# سعيد حموني
سعيد حموني هو لاعب كرة قدم مغربي من مواليد 21 يونيو 1981، يشغل مركز وسط ميدان بنادي المغرب الفاسي.

## ألقابه
المغرب الفاسي
- دوري النتيفي
  - اللقب سنة 2011
- كأس الاتحاد الأفريقي لكرة القدم
  - اللقب سنة 2011
- كأس العرش
  - اللقب : 2011
- كأس السوبر الأفريقي
  - اللقب : 2012

 منتخب المغرب لكرة القدم للمحليين
- كأس العرب لكرة القدم
  - اللقب سنة 2012

## روابط خارجية
- سعيد حموني على موقع قاعدة بيانات كرة القدم.إي يو (الإنجليزية)

- "Fiche de Saïd Hammouni". {{استشهاد ويب}}: الوسيط غير المعروف |site= تم تجاهله يقترح استخدام |website= (مساعدة)